# 日本音楽著作権協会
一般社団法人日本音楽著作権協会（にほんおんがくちょさくけんきょうかい、略称 : JASRAC, ジャスラック）とは、著作権等管理事業法を根拠法令として、音楽著作権の集中管理事業を営む日本の一般社団法人である。英語の名称は「Japanese Society for Rights of Authors, Composers and Publishers（直訳 : 日本著作者作曲者および出版者の権利協会）」。以下、この記事では「JASRAC」と表記する。

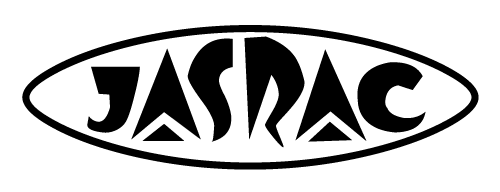
JASRACのマーク

JASRACを示す意匠は二種類あり、青い線の集合で書かれたものは「ロゴ」と呼ばれ同法人名や利用許可を与えた店舗の表示に使われている。両端が尖った楕円に独自の書体で書かれたものは「マーク」と呼ばれ利用許可を与えた著作物に表示されている。

## 概要
音楽（楽曲、歌詞）の著作権を持つ作詞者・作曲者・音楽出版者から複製権・演奏権などの著作権の信託を受けて、音楽の利用者に対する利用許諾（ライセンス）、利用料の徴収と権利者への分配、著作権侵害の監視、著作権侵害者に対する法的責任の追及などを主な業務としている。
本部は東京都渋谷区の古賀政男音楽文化振興財団が所有するビル内に設置され、14の支部が日本全国の主要都市に設置されている。JASRACは現存する日本国内の著作権管理事業者としては最も古く、1939年に設立された社団法人大日本音楽著作権協会をその前身とする。

## 音楽著作権の管理業務

### 概要
音楽著作権の管理をJASRACに委託しようとする作曲者、作詞者、音楽出版者は、自らが保有する音楽著作権の支分権の全部または一部をJASRACに移転する（信託契約約款3条1項）。JASRACは、作曲者等から著作権の移転を受けて、自らが著作権を保有し、著作権の対象である著作物（楽曲、歌詞）の利用を希望する者に対して利用許諾を行う。著作物を利用した利用者からは使用料を対価として徴収し、5パーセント - 25パーセントの管理手数料 を控除した上で、委託者に分配する。このように、JASRACの著作権管理は「信託」によるものであり、作曲者、作詞者、音楽出版者が「委託者」、JASRACが「受託者」、音楽の利用者が「受益者」に相当する。
著作物の利用には、著作権の効力が及ぶ利用形態で、喫茶店・レストラン・ダンス教室（1971年より社交ダンス教室、2015年より全てのダンス教室に対象拡大）・歌謡教室（2016年より）・カラオケ（1987年より、1997年からは通信カラオケにも対象拡大）・フィットネスクラブ（2011年より）・カルチャーセンター（2012年より）・音楽教室（2018年より）・コンサート会場等における不特定または特定多数向けの音楽の演奏、CD・DVD・映画・オルゴールなどへの音楽の複製、テレビやラジオによる音楽の放送、インターネットによる音楽配信などがある。
音楽の無許諾利用である著作権侵害の監視も業務の一環で、無許諾による音楽利用を発見した場合、利用許諾契約の締結を求めるほかに過去利用分を遡及して使用料の請求を行う。損害賠償請求や使用差止請求などの民事訴訟手続や、告訴などの刑事手続に至る事例もある。著作権侵害に対する法的措置は、喫茶店やレストランにおける無許諾演奏が最も多い。2005年度事業報告書では演奏権侵害に対する法的措置の総件数は2995件で3129店だが、市場の縮小や適法利用率の向上から2009年度は1713件、2010年度は1043件、2011年度は970件と減少している。近年はインターネット上で違法に配信されている歌詞や音声ファイルを発見するシステムである「J-MUSE」を2000年10月に導入し、違法配信をするウェブサイトの管理者には個別に警告の電子メールを送付している。

### 利用形態ごとの状況

#### 放送
著作権のうち、放送権（著作権法23条1項、公衆送信権の一種）の管理をJASRACに委託している者の作品を放送するには、JASRACの許諾が必要である。
2021年度にJASRACが放送事業者から徴収した使用料は279.8億円であった。JASRACが放送事業者から徴収した使用料は、8.5パーセントの管理手数料 （実施料率。届出料率は10パーセント）が控除された上で委託者に分配されている。
NHKや民放地上波はJASRACと包括的利用許諾契約を締結しており、JASRACは各放送局の年間放送事業収入の1.5パーセントに楽曲の使用割合を反映したものを放送使用料として徴収している。
楽曲の使用割合の根拠として、NHK全局、民放地上波テレビ全局及び民放地上波ラジオ局の一部はJASRAC管理楽曲の全曲報告を行っている。一方、民放地上波ラジオ局の一部は一定の期間を割り当て、その期間の使用曲目をサンプルとして報告を行っている。
民放衛星波はJASRACと包括的利用許諾契約を締結しており、JASRACは各チャンネルの放送内容の区分に応じて、各放送チャンネルの年間放送事業収入に使用料率を乗じた金額を放送使用料として徴収している。使用料率は主として音楽番組のチャンネルは2.25パーセント、総合編成のチャンネルは1.5パーセント、ニュース・スポーツ等のチャンネル0.75パーセントである。
コミュニティ放送の使用料については、JASRACと当該事業者との間で別途協議をしている。放送大学学園がJASRACと年間の包括的利用許諾契約を締結する場合の放送使用料は、著作物の利用目的、利用方法等を考慮しJASRACと放送大学学園間で協議して定める。
包括的利用許諾契約は、音楽作品を利用する放送事業者にとっては利便性が高い契約形態である一方で、放送権の管理分野で99パーセントという圧倒的なシェアをもつJASRACが放送局に対して包括的利用許諾契約を認めた場合、他の著作権管理団体との公正な競争が阻害される。詳細は「包括的利用許諾契約の運用問題」節を参照のこと。

#### インターネット
インターネット配信サイトでは違法な投稿や配信が多発し、削除依頼による適時削除でも違法状態の継続がみられたが、2008年4月にニコニコ動画、10月にYouTube、2010年7月にUstream、など、各動画サイトと包括的利用許諾契約を締結してサイト収入の2.5パーセントを著作権料として徴収しており、今後も契約先の増加させる方針である。
Winnyなどファイル共有ソフトのネットワークでは、著作権侵害コンテンツを公開しているユーザへ削除を求めるなどコンピュータソフトウェア著作権協会と協力活動している。

## 私的録音録画補償金の分配業務
JASRACは著作権者の地位を有しており著作権に基づく私的録音録画補償金を請求する権利を有する（著作権法30条2項）が、私的録音録画補償金請求権はJASRACではなく私的録音補償金管理協会（sarah）と私的録画補償金管理協会（SARVH）が行使する（著作権法104条の2）但しSARVHについては後述の通り機能不全に陥り最終的に解散した。

### 私的録音補償金
sarahは補償金をJASRACに36パーセント、実演家団体の日本芸能実演家団体協議会に32パーセント、レコード製作者団体の日本レコード協会に32パーセント、それぞれ分配する。2018年度のJASRAC配分は約845万円である。
私的録音対象には音楽著作物と言語著作物があり、JASRAC配分補償金は音楽著作物に係るものと言語著作物に係るものに区分され、2018年度は音楽区分約810万円、言語区分約35万円である。音楽区分補償金は10パーセントの管理手数料を控除後に権利者へ分配されるが、非委託者分は当該者の請求により分配しており、非委託者である音楽著作権（録音権）管理事業者のNexToneへ2018年度に約35万円が分配されている。言語区分補償金は日本脚本家連盟へ分配され、連盟規程により各権利者に分配される。

### 私的録画補償金
SARVHは補償金をJASRACに16パーセント、日本脚本家連盟、NHKと日本民間放送連盟など映像関連7団体から構成される映像製作者委員会、などに合計52パーセント、日本芸能実演家団体協議会に29パーセント、日本レコード協会に3パーセント、それぞれ分配する。2007年度のJASRAC配分は2億400万円である。JASRAC配分補償金は管理手数料を控除後に権利者へ分配されていたが、2012年に訴訟で敗訴して2015年にSARVHは解散し、制度破綻した。

## 沿革

### プラーゲ旋風
日本は1899年にベルヌ条約に加盟して著作権法も施行されていたが、生演奏の他に録音媒体も再生ごとに使用料を支払う概念は皆無であった。1931年に旧制一高のドイツ人教師であったウィルヘルム・プラーゲが主にヨーロッパの著作権管理団体より日本での代理権を取得したと主張して東京に著作権管理団体「プラーゲ機関」を設立し、放送局やオーケストラなど楽曲を使用するすべての事業者に楽曲使用料の請求を始めた。
プラーゲの要求する使用料は当時法外で手法が法的手段を含む強硬であることから、海外の楽曲の使用が事実上困難になった。日本放送協会（NHK）もプラーゲ機関との契約交渉が不調で1年以上海外の楽曲を放送できなくなった。プラーゲは日本の音楽作家に対しても著作権管理の代行を働きかけ始めた。プラーゲの目的は金銭ではなく著作権の適正運用だったとも言われているが、楽曲利用者との溝は埋めることができずに日本人作家の代理権取得は更なる反発を招いた。一連は「プラーゲ旋風」と呼ばれ日本における著作権集中管理のきっかけとなった。

### 仲介業務法の成立
事態打開のため1939年に、著作権管理の仲介業務は内務省の許可を得た者に限るとする「著作権ニ関スル仲介業務ニ関スル法律」（仲介業務法）が施行されてJASRAC前身の大日本音楽著作権協会も設立され、翌年1940年に業務が開始された。プラーゲは著作権管理業務から排除されて同法違反で罰金刑を受け、1941年に離日した。文化庁は大日本音楽著作権協会ほか4団体に仲介業務の許可を与えて他の参入を認めず、音楽著作権の仲介は大日本音楽著作権協会の独占業務となった。

### 仲介業務法の終焉とJASRACの今後

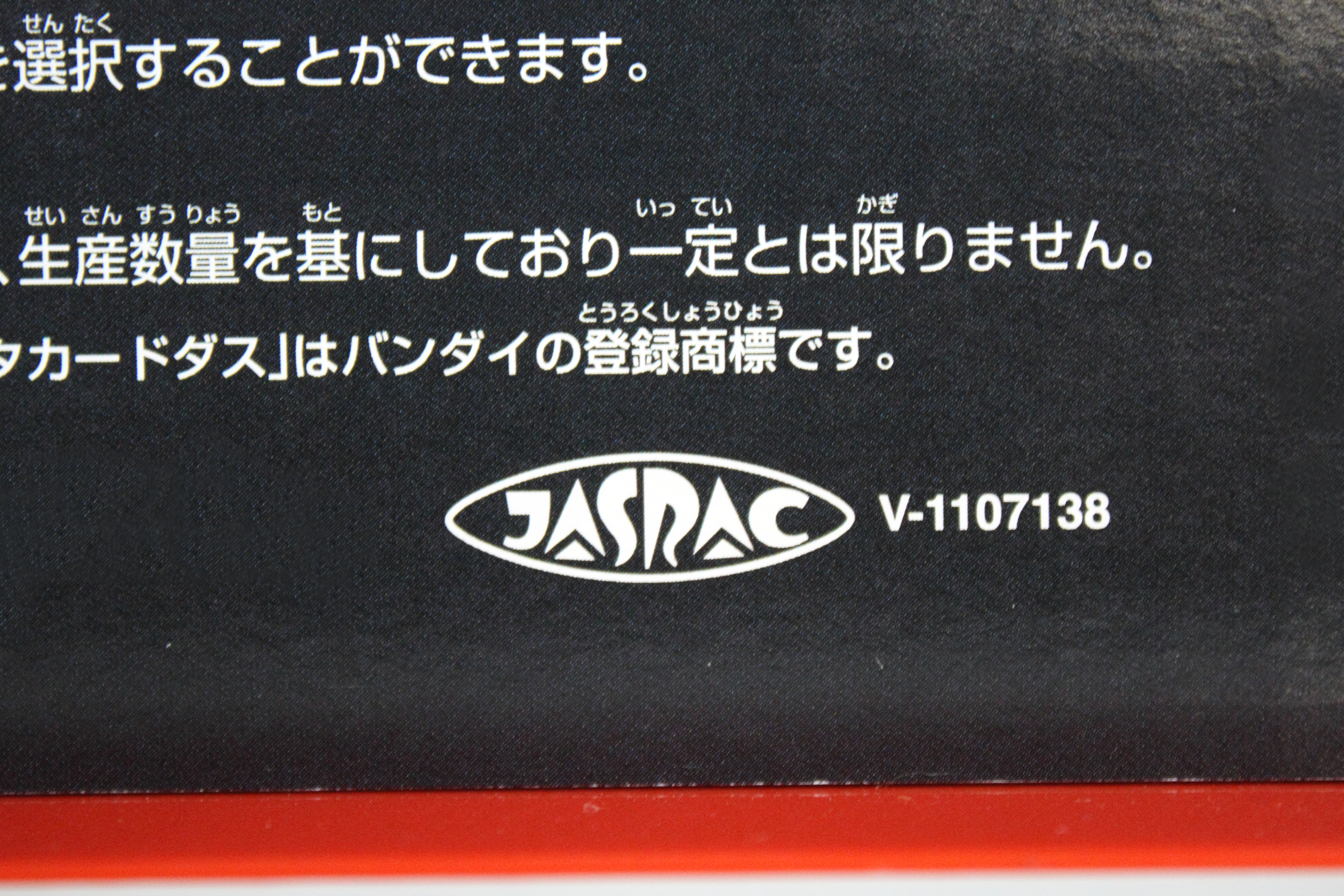
データカードダスに表記されている許諾マーク

著作権の一元管理は効率が高いシステムとして運用されてきたが、音楽ソフトのデジタル化やネットワーク化の進展などからJASRACの非効率性が指摘され、カラオケでも使用料や権利者への分配方法が決しないままビジネスが先行する弊害を招いた。旧来の録音、演奏、楽譜出版と、ゲーム、着信メロディ、ネット配信などの区分管理にJASRACの著作権信託が未対応な不備を改める求めなどもみられることから、2000年に著作権等管理事業法が成立して2001年に施行され、イーライセンス、
ジャパン・ライツ・クリアランス（JRC）（コピナビ）、ダイキサウンドなどの株式会社が音楽著作権管理事業に参入した。旧来の仲介業務法と異なり管理団体の設立が許可制から登録制に緩和されたが、JASRACの占有は大きい。

## 著作権政策への影響

### 私的録音補償金の対象機器拡大議論
JASRACは私的録音補償金対象機器の拡大を行政へ働いており、2005年4月28日の文化庁文化審議会著作権分科会法制問題小委員会で新たにデジタルオーディオプレーヤーを私的録音録画補償金制度の対象とするように要請したが、大半の所有者はコンパクトディスクの購入や音楽配信サービスからダウンロードなど正規に入手した音楽データをプレーヤーに複製（いわゆるメディアシフト）しており、「権利者の損失は無い」「著作権料の二重取り」など否定的意見が多く、2005年9月以降まで結論が先送りされている。

## 問題点・批判・裁判

### 包括的利用許諾契約の運用問題
JASRACは非営利目的の運営が法律により定められている一般社団法人だが、スナックやジャズ喫茶、ライブハウスなどでJASRAC管理曲を演奏する場合の使用料負担が重過ぎるとの批判がある。JASRACは包括的利用許諾契約締結を求めているが、包括的利用許諾契約は演奏回数ではなく店舗の客席数や床面積に応じて一律に演奏使用料が決定されるため、JASRAC管理曲の利用頻度が低い店舗は使用料の負担比率が高まり不評である。飲食店等には演奏曲目を記載した演奏利用明細書の提出を原則求めておらず、演奏楽曲権利者への確実な分配が危惧されるほかに、使用料の支払者に対し権利者への配分情報が開示されていないなどの批判もある。
先に使用者側と著作権管理事業者が交わした包括的利用許諾契約は、後から参入した著作権管理事業者との公正競争を阻害するとの指摘がある。
放送分野では、JASRAC管理曲を放送する場合に放送事業者は包括的利用許諾契約か個別契約のいずれかを選択できる。包括的利用許諾契約の場合、放送事業者は放送事業収入の1.5パーセントをJASRACに支払えば、JASRAC管理曲を無制限に放送が可能だった。そのため、JASRAC管理曲を大量に放送する事業者は包括的利用許諾契約を選択することが一般的になっていた。この状態のまま放送事業者が他著作権管理事業者の管理楽曲を使用すると負担が増えてしまうので、他著作権管理事業者の参入は困難になると公正取引委員会は判断した。包括契約問題で指摘されたのは、後発のイーライセンスが当初管理していた大塚愛の『恋愛写真』の放送局での取り扱いだった。
2008年4月23日に、公正取引委員会はJASRACへ立ち入り調査し、2009年2月27日に独占禁止法違反を認定して、排除措置を命令したが、2009年7月9日に東京高等裁判所は、JASRACによる執行免除の申し立てを認め、8月6日にJASRACは保証金1億円を一括で供託し、命令確定まで執行停止された。
排除命令に対してJASRACは審判を申立て、2012年6月12日に公正取引委員会は排除命令を取り消す審判を行った。これに対してイーライセンスが申し立てた審決取消し訴訟で、2013年11月1日に東京高等裁判所の飯村敏明裁判長はこの審決の認定は実質的証拠に基づかないものでありその判断にも誤りがあるとして審決を取り消した。11月13日にJASRACは上告し、「イーライセンス対公正取引委員会の裁判に訴訟の結果により権利を害される第三者」（行政事件訴訟法22条1項）として訴訟に参加した。
2015年4月28日に、放送利用割合が反映されない徴収方法は他の管理事業者の参入を困難にするとして最高裁判所は公正取引委員会の上告を棄却し、JASRACが新規参入を著しく妨げているというイーライセンスの訴えを高裁判決が認めた判決が確定判決となった。公正取引委員会は審決を取り消され、従前の排除措置命令が復活した。
2016年2月、イーライセンスとJRCが合併した新会社であるNexToneが、JASRACに対する損害賠償等請求訴訟を取り下げた。
2016年9月9日、JASRACが公正取引委員会への審判請求を取り下げたため、公正取引委員会の審判は終結し、2009年2月27日に出された『JASRACに対する排除措置命令』が確定し、2015年（平成27年）4月1日から遡及適用された。
訴訟や審判と並行して、2015年2月から著作権管理事業者側のJASRAC、イーライセンス及びJRCと、放送事業者側のNHKと日本民間放送連盟は「放送分野における音楽の利用割合の算出方法に関する検討会」（5者協議）を開催するようになった。2015年9月17日に2015年度分以降の放送使用料に適用する利用割合の算出方法について合意がなされた。これを踏まえJASRACとNexToneはそれぞれ、NHKと民放連との間で楽曲の利用割合を反映した包括的利用許諾契約を交わすことになった。
2015年9月の合意の際、イーライセンスは放送以外の包括徴収方式を採用している他の支分権や利用区分でも、楽曲の利用割合を反映したルールが使用されることを希望する旨を表明した。
JASRACは放送以外の分野でも楽曲の利用割合を反映したルールを導入している。2021年4月以降は演奏権のうち上演形式による演奏、演奏会における演奏及び演奏会以外の催物における演奏について、公演ごとの実績に基づく利用割合又はみなしの利用割合を反映させることになった。また、2022年10月以降はカラオケ使用料についてみなしの利用割合を反映させている。それぞれのみなしの利用割合の値は1年ごとに見直しされる。

### 委託者による権利侵害のチェック体制
2005年にプロ野球阪神タイガースの私設応援団であった中虎連合会が、作者不詳だった阪神タイガース応援歌『ヒッティングマーチ一番』及び『ヒッティングマーチ二番』の作詞と作曲者を「中虎連合会」としてJASRACに届出して使用料の分配を不正に受けていたことが発覚した。
JASRAC の著作権信託契約約款7条1項は、委託対象の著作権が委託者のものであり他人の著作権を侵害していないことを保証する責は、受託者のJASRACではなく委託者にあるとしている。この事件からJASRAC内部の不正チェック体制不備も指摘され、JASRACは作者不詳の楽曲と作品名が同一もしくは極めて似ている作品に対するチェックを強化することを発表した。

### マスメディアの批判記事
2005年9月17日特大号で週刊ダイヤモンドは、「企業レポート 日本音楽著作権協会（ジャスラック） 使用料1000億円の巨大利権　音楽を食い物にする呆れた実態」と題する記事を掲載し、JASRACによる著作物使用料の徴収や配分と文部科学省官僚の天下りが続く組織運営のあり方に問題があると主張した。文部科学省から役員の天下りが50年以上続いている、JASRACの役員報酬を決める役員審議会が非公開である、法外に高い報酬を受け取っている、使用料の徴収方法、などの問題点を挙げ、「JASRACの職員が営業中の店に入り『ドロボー』と大声で叫び営業妨害とも言えるやくざまがいの徴収方法を取った」「年間の利益が20万円弱の店に550万円もの使用料を徴収した」事例を紹介している。
2005年11月11日にJASRACは、記事内容に裏付けがないほか恣意的に古い情報を用いるなど読者の悪印象を誘導しているとして、計約4300万円の損害賠償と名誉回復措置の謝罪広告掲載を東京地方裁判所に提訴し、2008年2月13日に東京地裁は、記事表現や体裁はかなり一方的かつ独断的で調査不足、誤解、悪意に基づく構成の疑念などからJASRACの主張を全面的に認めて計550万円の支払いを命じたが、謝罪広告の掲載は必要ないとした。
2018年3月9日にはアメリカのフェアユース制度や著作権法について詳細な米国弁護士の城所岩生により『JASRACと著作権、これでいいのか～強硬路線に100万人が異議～』を刊行しており、坂本龍一がJASRACに苦言していること・大政直人がJASRACへの批判的意見・後述の意見書でもある通りに東京大学名誉教授である中山信弘も「木の枝を切り込みすぎて幹を殺してはいけない。音楽教室に対して必要以上に著作権者の権利を主張すれば、音楽文化が発展しなくなるかもしれない」と言及している。現行法では将来性を潰すことや著作権法自体が緊急医療での危険性も指摘している。また、後述のライブハウスにある通りに正当に著作権者への分配されていない可能性も指摘ものとなっている。

### ライブハウスの音楽著作権利用料の支払い裁判
2009年9月にファンキー末吉が運営するロックバーにJASRACから送付された使用料徴収法は、ライブハウスで演奏された楽曲の印税がアーティストへ正しく分配されるか否か不鮮明で、末吉は、「これではヤクザのみかじめと同じである。ちゃんと著作権者に分配しろよ!!」と自身のブログで苦言した。末吉が弁護士とともに交渉中、2013年11月にJASRACは「著作権侵害差止等請求事件」として提訴した。同年12月に末吉の支援者らが「ファンキー末吉に対するJASRACの訴訟はスラップではないか？」と『ファンキー末吉 支援者の会』を興し、江川ほーじんも「徴収する法は有るが、分配するシステムが存在していない。」と非難している。
2016年3月25日、東京地方裁判所ではライヴハウスとして定常的に利用していることから、いわゆるカラオケ法理の適用範囲であり、配分率などは作曲者としてのファンキー末吉とJASRACの問題でありライブハウス経営者としての問題ではないとし本裁判では審議されず、また自身の作曲や作詞した楽曲を演奏した場合においても、JASRACとの信託契約でこれら権利は信託されており、信託の仕組み上請求主体から現著作権者であっても使用料の請求が行われることとなることを認定された。但し請求の700万余りより大幅に減額された、著作権利用料280万余りのみ賠償を認められ、訴訟費用はそれぞれが負担することとされた・。
2016年10月19日、知的財産高等裁判所の判決では、地裁判決を踏襲し賠償金が算出方式の変更に伴い550万余りに変わった他、訴訟費用もファンキー末吉側が1審2審とも負担することを判決として出された・。

### 音楽教室から著作権料を徴収
2017年（平成29年）に、河合楽器製作所・島村楽器・山野楽器・開進堂楽器・宮地商会・ヤマハ音楽振興会・全日本ピアノ指導者協会が、音楽教室での演奏にJASRACが著作権料を求める事に反対する団体『音楽教育を守る会』を設立し、音楽教室での練習などは「演奏権」に該当しない、JASRACの方針は著作権法の目的「文化の発展に寄与する」に沿わない、としている。
2017年7月に理事長の浅石道夫は「音楽教室から徴収する方針」の反対署名には、JASRACを嫌っているだけのものもあると述べている。
2018年（平成30年）3月5日、文化庁長官の諮問である文化審議会では、音楽教室の著作権使用料で受講料収入から2.5パーセントの徴収を認める答申を提出した。それを受け「音楽教育を守る会」は「使用料徴収の是非について踏み込んだ判断をしてもらえなかった点で、大変残念だ」とする声明を発表している。ただし、「JASRACの提出した使用料規程については裁定日から有効とする。」とはしているものの、演奏権においては音楽教室事業者の「請求権不存在確認事件（東京地方裁判所平成 29 年（ワ）第 20502 号他）」の司法判断確定までは督促しないことや演奏権を争わない事業者に対しては利用に適切とする使用料額を制定するとしている。
ただ、2017年11月14日付の中山信弘の意見書では音楽教育の練習までの徴収が、まずは「文化の発展」（著作権法第1条）に根本的な疑問点があると指摘している。また、演奏権（著作権法22条）の制定においてもカラオケの様な「公衆に直接見せ又は聞かせることを目的」として演奏ではないことや音楽学校における演奏は著作権法38条適用における使用であり、音楽教育で費やされる費用も「著作物の提供又は提示につき受ける対価」ではなく指導・練習の費用であることからJASRACの請求は権利濫用の解釈とおり、「請求権不存在確認事件」にも有識者意見として提出される。
なお、フェアユースの導入があればこのような裁判は起こらなかったとする批判も存在するが、フェアユースを導入しているアメリカでは音楽教室のレッスンは徴収の対象であるため徴収に反対する意見として用いるのは不適切である。
2020年（令和2年）2月28日、東京地方裁判所は音楽教室での演奏利用全般に演奏権が及び、音楽教室事業者の請求権不存在確認の請求を棄却する旨の判決を言い渡した。3月4日、音楽教室事業者は判決を不服として知的財産高等裁判所に控訴した。2022年（令和4年）10月24日、最高裁はJASRAC側の訴えを退け上告を棄却した。

## アノニマスによるサイバー攻撃
2012年6月27日に違法ダウンロード刑事罰化の抗議として、アノニマスからサイバー攻撃の被害を被る。

## 広報活動
- TOKYO FM・JFN38局フルネットで放送中のSCHOOL OF LOCK!の提供を行なっている（毎週火曜日→水曜日）。また不定期で番組とコラボし、著作権についてのキャンペーンなどを行っている。
- ニッポン放送制作全国ネットのラジオ番組、オールナイトニッポンでCMが放送されている。
- TBSラジオ「大沢悠里のゆうゆうワイド」内正午前のTBSニュース（月･水・金）のスポンサーとなっている（以前に同番組で「悠里と学ぼう著作権」というコーナーで著作権についての紹介をしていた）。

## 役員
- 会長：弦哲也（作曲家）
- 理事長：伊澤一雅
- 常務理事：中戸川直史　須子真奈美　増田裕⼀
- 常任理事：宇佐美和男　露木孝行　河邉基晴　嶋谷達也
- 理事：
  - （作詞者）
    - 石原信一　たきのえいじ　原文彦　前田たかひろ　巻上公一　松井五郎

  - （作曲者）
    - エンドウ.　岡千秋　小六禮次郎　千住明　水森英夫　渡辺俊幸

  - （音楽出版者） 
    - 赤塚博人　稲葉豊　瀧澤千絵　平野達郎　堀義貴　見上チャールズ⼀裕

  - （学識経験者）
    - 上原伸⼀　鈴木貴歩　角田政芳　戸ノ下達也
- 名誉会長：船村徹（作曲家）（故人）

### 歴代会長
- 水野錬太郎（1940年 - 1946年[63]）
- 国塩耕一郎（1946年 - 1948年[64]）
- 中山晋平（1948年就任[65]）
- 西條八十（1953年 - 1965年[66]）
- 堀内敬三（1965年就任[67]）
- サトウハチロー（1971年就任[68]）
- 古賀政男（1974年就任[69]）
- 勝承夫（1977年 - 1980年[70]）
- 服部良一（1980年就任[71]）
- 吉田正（1989年10月就任[72]）[73]
- 黛敏郎（1994年就任[74]）
- 遠藤実（1995年 - 2001年[75]）[74][76]
- 星野哲郎（2001年 - 2004年）[77]
- 船村徹（2004年 - 2010年）[78]
- 都倉俊一（2010年8月 - 2016年3月）[79]
- いではく（2016年4月 - 2022年3月）[80]
- 弦哲也（2022年4月 - ）

### 歴代理事長
- 増沢健美（1939年 - 1944年）（1948年 - 1957年）[81]
- 中山晋平（1944年 - 1948年）[82]

（1957年から1965年は「専務理事」）
- 春日由三（1965年 - 1971年）[84]
- 酒井三郎（1971年 - 1979年）[85]
- 国塩耕一郎（1979年 - 1981年）[86]
- 芥川也寸志（1981年 - 1989年）[87]
- 石本美由紀[73] （1989年 - 1994年）[88]
- なかにし礼[74] （1994年）[88]
- 加戸守行（1995年 - 1998年）[89]
- 小野清子（1998年 - 2000年）[90]
- 吉田茂[91]（2000年 - 2007年）[92]
- 加藤衛[93]（2007年 - 2010年）[94]
- 菅原瑞夫[9][95]（2010年 - 2016年）[96]
- 浅石道夫[97][98]（2016年 - 2022年）
- 伊澤一雅（2022年4月 - ）